# John Marlyn
 (juin 2019).
Si vous disposez d'ouvrages ou d'articles de référence ou si vous connaissez des sites web de qualité traitant du thème abordé ici, merci de compléter l'article en donnant les références utiles à sa vérifiabilité et en les liant à la section « Notes et références ».
John Marlyn, né le 2 avril 1912 à Nagybecskerek en Hongrie et décédé le 16 novembre 2005 aux îles Canaries (Espagne) était un romancier canadien d'origine hongroise.

## Biographie
Arrivé au Canada quand il était encore enfant, il grandit à Winnipeg dans le Manitoba. Durant la crise économique des années 1930, il migre en Angleterre pour devenir lecteur de scénario pour un studio cinématographique. 
De retour au Canada, il enseigne à l'Université et publie son premier ouvrage en 1957. Ce premier livre, Under the Ribs of Death, retrace l'histoire d'un fils d'immigrant hongrois pour s'adapter au monde anglo-saxon... et lui vaut de décrocher le prix du premier roman Beta Sigma en 1958.
Il publie en 1981 Putzi, I Love You, You Little Square sous le pseudonyme de Vincent Reid, puis s'essaye à la science-fiction en 2000 avec The Baker's Daughter.
Il résidait aux îles Canaries.

## Œuvres
- Under the Ribs of Death (1957)
- Putzi, I Love You, You Little Square (1981)
- The Baker's Daughter (2000)